# ミオドコピダ目
ミオドコピダ目（ミオドコビダもく）あるいはウミホタル目（ウミホタルもく）は節足動物門甲殻亜門顎脚綱（がくきゃくこう）貝虫亜綱ミオドコパ上目に属する目である。筋柄目とも言う。広義にはミオドコパ上目の原生群全体をミオドコピダ目に含める。ここではこの広義のミオドコピダについて述べる。
海産、大型、遊泳性のオストラコーダである。世界中の海に生息し、その範囲は潮干帯から深海、海面まで多岐にわたる。
3亜目5–6上科に分類される。
- ミオドコパ上目 Myodocopa Sars, 1866 （ウミホタル上目）
  - ミオドコピダ目 Myodocopida Sars, 1866 （筋柄類、ウミホタル目、Myodocopina）
    - ウミホタル亜目 Myodocopina Sars, 1866（筋柄亜目）
      - Cylindroleberidoidea
      - ウミホタル上科 Cypridinoidea
      - Sarsielloidea

    - クアドコパ亜目 Cladocopina Sars, 1865
      - Polycopoidea

    - ハロキプリーナ亜目 Halocypridina Dana, 1853（枝柄亜目）
      - Halocypridoidea
      - Thaumatocypridoidea

これらは伝統的にはウミホタル目（ミオドコピダ目、新分類のウミホタル亜目）と枝柄目 Halocyprida Dana, 1853（新分類のクアドコパ亜目とハロキプリーナ亜目）の2目に分けられてきたが、枝柄目の単系統性は不確実であり、近年は3グループに分けることが多い。
5上科の内の3つはシルル紀に出現しており、最も新しい上科でも白亜紀から産出する。体構造は4億年以上前から変わっておらず、「生きている化石」を地で行く存在でもある。確認されている最古の化石はオルドビス紀のものである。現在確認されている中では最古の性別（オス）が確認できる生物でもある。(Siveter et al. 2003)
最も有名かつ普通な種としてウミホタルが挙げられる。ミオドコーパのシルエットは全身を覆う背甲で決定されており、背甲の中に軟体部と呼ばれる本体が隠れている。軟体部には7対の付属肢と1対の複眼、中心眼と呼ばれる光センサ、尾叉などが備わっている。一部の科(Cylindroleberididae)では、7対の付属肢の他に体側部に大型の鰓を持っている。
ウミホタルで有名な化学発光のほか、構造色を示す回折格子構造をもつ光学素子を備えている種がおり、化石種においても複眼を収めるスペースが確認されていることとあわせて光学シグナルによる個体間シグナル伝達が行われているという考えがある。